# آزمایش ترکیب باد خورشیدی
آزمایش ترکیب باد خورشیدی (SWC) آزمایشی بود که در طول برنامه فضایی آپولو (آپولو ۱۱، ۱۲، ۱۴، ۱۵ و ۱۶) روی ماه مستقر شد. هدف اندازه‌گیری و نمونه برداری از باد خورشیدی خارج از مغناطیس زمین بود. این اولین اندازه‌گیری قطعی ایزوتوپی مواد خورشیدی بود.

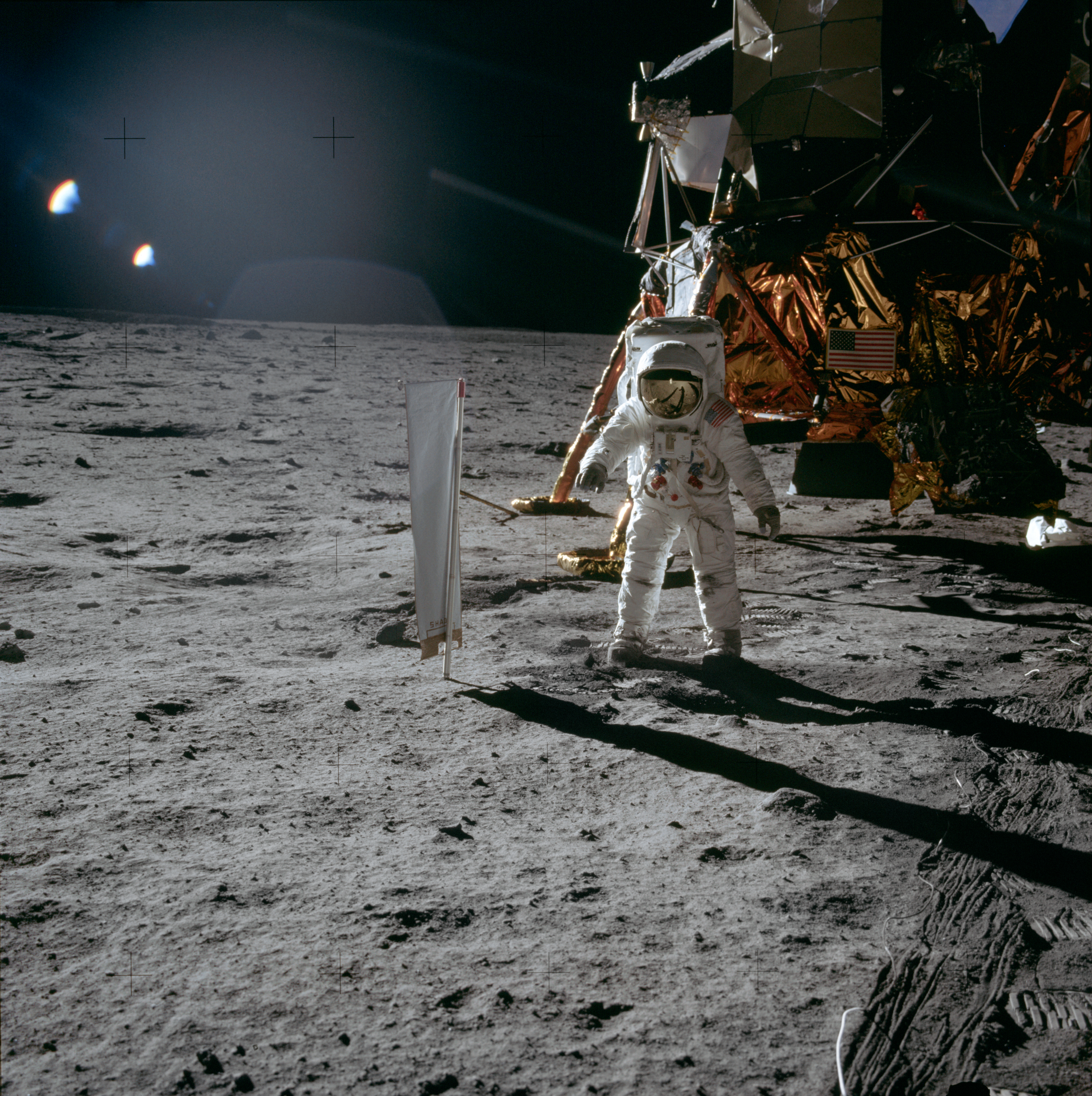
فضانورد باز آلدرین در کنار آزمایش ترکیب باد خورشیدی مستقر در طول مأموریت آپولو ۱۱ ایستاده‌است. SWC با نام مستعار آزمایش «پرچم سوئیس» نام‌گذاری شد.

این برنامه توسط یک تیم سوئیسی به سرپرستی یوهانس گیس و پیتر ابرهارت از دانشگاه برن و پیتر سیگنر از مؤسسه فناوری فدرال زوریخ سوئیس پیشنهاد و طراحی شد، و توسط بنیاد ملی علوم سوئیس و دانشگاه برن تولید شده‌است. این آزمایش تا حدی توسط دولت سوئیس تأمین شد.
آزمایش SWC شامل یک ورقه ۱×۴٫۶ فوتی از فویل‌های آلومینیومی فوق‌العاده خالص (همچنین با قطعات فلزی پلاتین در آخرین آزمایش آپولو ۱۶) بود که با یک قطب تلسکوپی روی سطح ماه نصب شد. این ورق قرار بود در معرض خورشید قرار گیرد تا انواع یون‌ها و انرژی باد خورشیدی در سطح ماه اندازه‌گیری شود. زمان نوردهی در آپولو ۱۱ و ۷۷ دقیقه، ۱۸ ساعت و ۴۲ دقیقه در آپولو ۱۲، ۲۱ ساعت در آپولو ۱۴، ۴۱ ساعت و ۸ دقیقه در آپولو ۱۵، و ۴۵ ساعت و ۵ دقیقه در آپولو ۱۶ بود. در پایان نوردهی فویل از قطب تلسکوپی جدا شد، در کیسه تفلون قرار گرفت و برای تجزیه و تحلیل به زمین بازگردانده شد. این آزمایش موفقیت‌آمیز بود و ترکیبات دقیق ایزوتوپی هلیوم، نئون و آرگون از باد خورشیدی را ارائه کرد.